# 黑背海豬魚
黑背海豬魚，為輻鰭魚綱鱸形目隆頭魚亞目隆頭魚科的其中一種，分布於中太平洋東部，從墨西哥至哥斯大黎加海域，棲息深度8-37公尺，體長可達13公分，棲息在礁石區，生活習性不明。